# Меджикарп
Меджикарп (яп. コイキング, Koikingu) — вигаданий персонаж з японської серії відеоігор Pokémon; водяний покемон. Дизайн персонажа розроблений Суґіморі Кен. Уперше з'явився в японських рольових іграх Pokémon Red і Blue.